# Hamadryas arene
Hamadryas arene är en fjärilsart som beskrevs av Hans Fruhstorfer 1916. Hamadryas arene ingår i släktet Hamadryas och familjen praktfjärilar. Inga underarter finns listade i Catalogue of Life.